# C. Hansen-Vildrose
Christian Sofus Hansen Vildrose (1884-1960) var en dansk eventyrer og rejsebogsforfatter.